# ديفيد برايس (عالم فيزياء الأرض)
ديفيد برايس (بالإنجليزية: David Price)‏ هو عالم فيزياء الأرض بريطاني، ولد في 12 يناير 1956.